# 管子
『管子』（かんし、拼音: Guǎnzi）は、古代中国の管仲に仮託して書かれた、法家または道家・雑家の書物。管仲の著書だと伝えられているが、篇によって思想や言い回しが異なり著者は複数居るとされる。

## 成立
管子の思想内容は豊富であり、一見雑然としている。成立についても戦国から漢代の長い時期に徐々に完成されたと考えられる。
管仲の著書であるとされているものの、実際は戦国期の斉の稷下の学士たちの手によって著された部分が多いと考えられている。また、内容的に見ると、各篇によって異なった学派、思想的立場に立つ人たちの著作がまとめられていると見られ、その面から言えば、実質的には雑家の著作である。冒頭の牧民篇の「倉廩満ちて礼節を知り、衣食足りて栄辱を知る」という言葉はよく知られている。
『漢書』芸文志は「道家」に分類しているが、『隋書』経籍志以降清代の『四庫全書総目提要』にいたるまで「法家」に分類されている。しかし、すでに宋代の陳振孫がこの書物を法家に分類することに疑義を呈している。

## 思想
様々な分野が扱われており、「経言類」は思想史上の史料として、「管子軽重類」は社会経済史上の史料として重視される。また、農業史、農業技術史上の史料も各篇に散見され、「地員篇」は当時の土壌に関する認識をうかがう上での貴重な史料となる。
「短語類」の「心術上篇・心術下篇・白心篇・内業篇」四篇は、道家的な修養論を説く。20世紀の郭沫若らは、この「管子四篇」を宋尹学派（宋銒・尹文学派）の失われた思想である、と推定した。

## 構成
管子の構成は成立の事情と散逸した箇所があるため非常に複雑である。以下やや詳しく構成について述べる。
現存76篇の構成は、
1. 経言
2. 外言
3. 内言
4. 短語
5. 区言
6. 雑篇
7. 管子解
8. 管子軽重

の八類に分類されている。

### 来歴
『漢書』芸文志は86篇であるといい、『隋書』経籍志では19巻本であるとされている。この19巻は86篇を漢代以降に巻本にわけたものと考えられており、この間内容に大きな変化はないと思われる。『新唐書』芸文志では19巻本に尹知章注を付した30巻本があらわれた。『宋史』芸文志では24巻本の管子と19巻本の尹知章注本があるとされているため、尹知章注の11巻は散逸したらしい。24巻本は現行の房玄齢注本と同一であると考えられるが、現存部分が19巻まで注釈が詳しいことなどを考えると、尹知章注の散逸部分に原本の相当箇所を加え、新たに注釈者を房玄齢に仮託したと考えられる。

### 亡逸した篇
つぎに現行76篇と成立当初の86篇の対応関係であるが、唐初においてすでに10篇が失われ、76篇となっていることが確認されている。しかし刊本になった宋代以降にも10篇失われたという記述もあるため、成立当初からどのくらいの篇が失われているか詳しくは解明できない。これを考える上の参考として、たとえば幼官第八と幼官図第九は内容が重複しており、幼官図のほうは元々図面の体裁であったと考えられること、また封禅第五十ははやく失われ、現行部分は『史記』封禅書からの抜粋であることが明記されていることがあげられる。篇が失われるごとに既存の篇を分割して篇の総数を合わせることがおこなわれたと考えられている。

### 八類の分類について
八類の分類がいつごろ現在の形に定まったかは明らかではないが、漢代にはすでに管子の一部を「経」とか「内」「外」などと分類することはおこなわれていたらしい。八類の分類は成立前後からすでに通行していたと思われる。

## 受容
三国時代の傅玄が後人の仮託として以来、孔穎達や朱熹ら多くの学者が仮託としている。
唐代には、上記の尹知章または房玄齢に帰される注釈書が著された。明代には、劉績が『管子補註』を著した。清代には、考証学者の王念孫や陳奐が考証したほか、洪頤煊が『管子義証』を、戴望が『管子校正』を著した。20世紀以降は、郭沫若・羅根沢ら多くの学者が研究している。
朝鮮では、李氏朝鮮期の許筠が著書『惺所覆瓿稿』で管子の思想を高く評価した。
日本では、平安時代初期頃に伝えられて以来重んじられ、特に江戸時代後期には安井息軒が『管子纂詁』を著した。